# Prva berberska vojna
Kratek opis: Vojna med Združenimi državami Amerike in Berberskimi državami, 1801–1805
Prva berberska vojna (1801–1805 angleško First Barbary War), znana tudi kot tripolitanska vojna in berberska obalna vojna' (angleško Barbary Coast War), je bila prva od dveh berberskih vojn, v katerih sta se takratni velesili Združene države Amerike in Švedska borili proti štirim severnoafriškim državam, znanim skupaj kot "Berberske države", in sicer so to: Maroko, Alžirija, Tunizija in Tripolitanija .

## Potek
Udeležba Združenih držav je bila posledica tega, da so morski razbojniki iz berberskih držav zasegali ameriške trgovske ladje in zadrževali posadke v zameno za visoko odkupnino ter zahtevali, da Združene države plačujejo letni davek berberskim vladarjem za varno vožnjo. Predsednik Združenih držav Thomas Jefferson je zavrnil plačilo tega poklona. Švedska – tudi pomorska sila – je bila v vojni s Tripolitanci od 1800. 

### Pij VII.inZDA
Pij VII. je pozdravil velik in neverjeten uspeh Združenih držav v Prvi berberski vojni za zatiranje muslimanskih surovih morskih razbojnikov ob jugo-zahodni obali Sredozemlja, ki so pripadali berberskim državam Maroku, Tunisu in Alžiriji. Prvo berbersko vojno so vodile ZDA od 1801-1805 in v njej zmagale; zaradi zapletenih mednarodnih razmer zmage niso mogle izkoristiti in so za ugrabljene mornarje še naprej plačevale odkupnine - niso pa več plačevale letnega davka, ki so ga morale poprej za varno vožnjo. 

### Druga berberska vojna
Tej prvi je sledila še druga berberska vojna, v kateri so se ZDA popolnoma osvobodile izsiljevanja berberskih držav, ki so zasužnjevale mornarje in zanje zahtevale visoke odkupnine: odslej je bila plovba varna tudi za vse nemuslimanske države. S temi zmagami so se končali berberski teroristični napadi na mirne mornarje, kakor tudi njihova barbarska trgovina s sužnji, ugrabitve Evropejcev za visoke odkupnine in prodajanje v mučno suženjstvo. V zvezi s temi zmagami je Pij VII. izjavil, da so Združene države "naredile v petih letih več za krščanstvo, kot so najmočnejši krščanski narodi storili skozi pet stoletij."
V Drugi berberski vojni so ZDA porazile nasprotnike tako prepričljivo, da so se za prihodnost popolnoma osvobodile izsiljenega plačanja odkupnine za ugrabljene mornarje.